# آسیاب گل گل ۴
بقایای آسیاب گل گل ۴ مربوط به دوره صفوی است و در شهرستان پل‌دختر، بخش مرکزی، دهستان ملاوی، ۵۰۰ متری جنوب شرق روستای گل گل علیا واقع شده و این اثر در تاریخ ۲۲ آبان ۱۳۸۶ با شمارهٔ ثبت ۲۰۱۲۳ به‌عنوان یکی از آثار ملی ایران به ثبت رسیده است.